# قرار مجلس الأمن التابع للأمم المتحدة رقم 703
قرار مجلس الأمن التابع للأمم المتحدة رقم 703، الذي اعتمد بدون تصويت في 9 أغسطس 1991، بعد النظر في طلب ولايات ميكرونيسيا المتحدة للانضمام إلى عضوية الأمم المتحدة، أوصى المجلس الجمعية العامة بقبول ميكرونيسيا.
في 17 سبتمبر 1991، قبلت الجمعية العامة ولايات ميكرونيسيا المتحدة بموجب القرار 46/2.

## وصلات خارجية
- نص القرار على UN.org نسخة محفوظة 13 يونيو 2012 على موقع واي باك مشين. (PDF)